# Родезийская партия белых людей
Родезийская партия белых людей (англ. Rhodesian White People's Party) — родезийская партия неонацистов, действовавшая в 1976 году в Булавайо. Стояла на позициях белого расизма, превосходства белых, крайнего антисемитизма и ультраправого антикоммунизма. Резко выступала против Родезийского фронта и лично Яна Смита. Запрещена за антисемитскую пропаганду и угрозы.

## Контекст и создание
В 1965 британская колония Южная Родезия провозгласила независимость под властью партии белой общины Родезийский фронт (RF). Правительство белого меньшинства возглавил Ян Смит. Независимая Родезия не была признана в мире, шла война между правительственными силами и африканскими повстанческими движениями. Военное превосходство было на стороне Родезии, но международная изоляция не оставляла перспектив.
Подавляющее большинство белых родезийцев поддерживали RF и правительство Смита. Но среди них существовали политические крайности. На правом фланге это проявилось в создании Родезийской партии белых людей (RWPP) 30 января 1976.

## Основатели и идеи

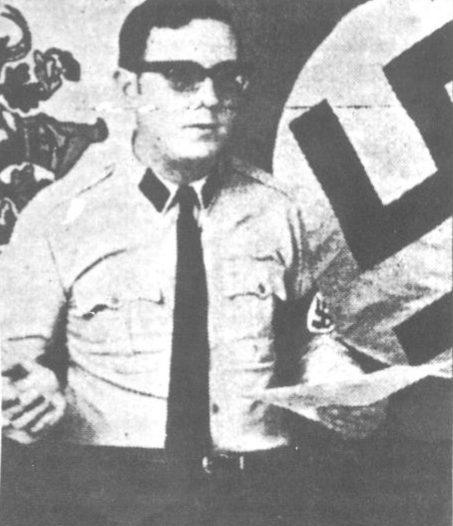
Кеннет Роджер в 1970

Основателями RWPP выступили Кеннет (Кен) Роджер и Гарольд Ковингтон. 28-летний Роджер занимался экспортом сельхозпродукции. 22-летний Ковингтон, в будущем известный писатель-фантаст, был активистом американской Национал-социалистической партии белых (NSWPP). Оба не являлись ни коренными родезийцами, ни сторонниками родезийского национализма. Роджер сравнительно недавно переселился из Великобритании, Ковингтон вообще оставался гражданином США. 
Среди немногочисленных членов партии значительную часть составляли американцы и британцы, по каким-либо причинам находившиеся в Родезии. Влияние NSWPP было определяющим для партийной идеологии и практики. RWPP была единственной в Африке политической организацией, состоявшей во Всемирном союзе национал-социалистов (выступления неонацистского интернационала в поддержку Родезии отмечались ещё в 1960-х, но RF не устанавливал таких связей).
Расистская идеология RWPP основывалась на превосходстве белых и неонацизме. Эмблемой партии служил флаг нацистской Германии. Важное место занимал крайний антисемитизм. Подчёркивалась антикоммунистическая составляющая, но коммунизм характеризовался как порождение «еврейского заговора». Главным врагом деятели RWPP считали не марксистских повстанцев Роберта Мугабе и Джошуа Нкомо, а Яна Смита — «агента сионистско-коммунистического интернационала».

## Запрет за антисемитизм
Деятельность RWPP ограничивалось Булавайо и сводилась к распространению нацистской литературы. Наиболее заметной партийной акцией стали письменные угрозы в адрес еврейской общины Булавайо — с издевательскими намёками на будущие концлагеря: «Бесплатное питание и проживание за государственный счёт, укрепляющие физические упражнения, воодушевление в труде… Когда национал-социалисты придут к власти в Родезии, вы получите предложение, от которого не сможете отказаться».
Нацизм и антисемитизм не допускались в родезийской политике. В ноябре 1976 RWPP была запрещена, её деятельность прекратилась. Гарольд Ковингтон покинул Родезию. Кен Роджер в 1977 примкнул к Родезийской партии действия — правоконсервативной оппозиции Яну Смиту.